# Ким Ен Так
Ким Ен Так, другие варианты — Ким Ен-Так, Ким Ен Тяк, Ким Ен Тхяк (1910 год, Ольгинский уезд, Приморская область — дата смерти неизвестна) — звеньевой колхоза «Правда» Верхне-Чирчикского района Ташкентской области, Узбекская ССР. Герой Социалистического Труда (1951).

## Биография
Родился в 1910 году в крестьянской семье в одном из сельских населённых пунктов Ольгинского уезда.
В 1937 году был депортирован на спецпоселение в Ташкентскую область Узбекской ССР. С начала 1950-х годов работал звеньевым, затем бригадиром в колхозе «Правда» Верхне-Чирчикского района.
В 1950 году звено Ким Ен Така получило в среднем по 98 центнеров зеленцового кенафа с каждого гектара на участке площадью 14,7 гектаров. Указом Президиума Верховного Совета СССР от 17 июля 1951 года удостоен звания Героя Социалистического Труда с вручением ордена Ленина и золотой медали «Серп и Молот».
Дата смерти не установлена.